# 중동 평화 로드맵

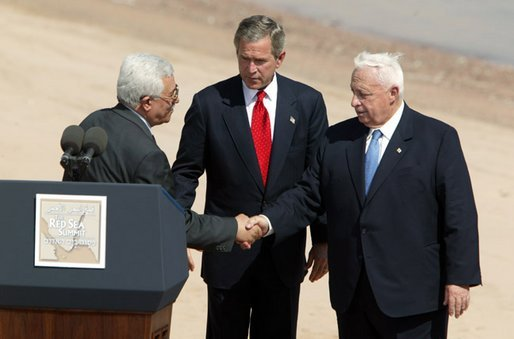
2003년 6월 4일 미국-이스라엘-팔레스타인 간의 로드맵 회담

중동 평화 로드맵은 중동 지역의 평화를 위한 단계적 이행안으로써 미국와 유엔, 러시아, 유럽연합(EU) 등 이른바 중동 콰르텟이 이스라엘, 팔레스타인 사이의 유혈 사태를 종식시키 위해 작성한 중동 평화 계획이다.
미국은 2003년 4월 30일 아리엘 샤론 이스라엘 총리와 마흐무드 압바스 팔레스타인 신임총리에게 각각 전달하였고, 이 로드맵은 2005년 팔레스타인 국가 창성을 목표로 3단계로 나눠 이스라엘, 팔레스타인 양측이 단계적으로 이행해야할 평화실현의 청사진을 나타내고 있다. 단계별로 살펴보면 즉시 이행목표인 1단계에서는 팔레스타인의 폭력포기와 이-팔 양측의 안보협력의 재개 등이 목표로 제시되어 있다. 2003년 6월부터 연말까지의 2단계에서는 팔레스타인 독립국 창설에 초점을 맞추어 경제회복의 지원과 독립국 창설을 위한 과정을 개시하는 등이 목표로 제시되었다. 마지막 2004년부터 2005년까지의 3단계의 목표는 팔레스타인 개혁의 공고화, 기구 안정화, 지속가능하고 효율적인 안보능력의 담보, 2005년 영구적인 지위협정을 위한 이-팔 양측의 협상 등이다.
그러나 이 로드맵은 빛도 보기 전에 이스라엘과 팔레스타인의 잇따른 폭력사태로 사문화되었다.

## 일지
- 2003년 6월 4일 : 조지 W. 부시 미국대통령과 아바스 총리, 아리엘 샤론 이스라엘 총리 요르단 아카바에서 역사적인 로드맵 회담
- 2003년 6월 5일 : 이스라엘, 팔레스타인 무장단체 하마스 공격
- 2003년 6월 11일 : 예루살렘에서 버스테러로 17명 사망. 이스라엘 즉각 보복공격으로 하마스 간부 등 7명 사망
- 2003년 6월 29일 : 팔레스타인 무장단체 3개월 휴전선언
- 2003년 8월 19일 : 예루살렘에서 자폭테러로 22명 사망. 이스라엘, 팔레스타인과 접촉 전면 중단선언
- 2003년 8월 21일 : 이스라엘, 하마스 지도자 아부 샤나브 살해. 팔레스타인 무장단체 휴전선언 철회
- 2003년 9월 6일 : 아바스 총리 사임으로 로드맵 사실상 폐기